# Gillian Alexy
Gillian Alexy (Perth, 1986. március 13. –) ausztrál színésznő. Magyarországon a McLeod lányai című sorozatból ismerhetjük, ő játszotta Tayler Geddest.

## Élete
2000-ben végzett a John Curtin College of the Arts-on tánc és színház szakon, majd a londoni The Actors College-on, és Párizsban két helyen is tanult (Le Centre des Arts Vivants, The Peter Goss Dance Studio). Végül az Amerikai Egyesült Államokban az University of Colorado-n is elvégzett egy fél éves színházi képzést. Szeret gitározni, otthon van a jazz, balett és a kortárs tánc világában. Folyékonyan beszél franciául.
10 évesen szerepelt először egy tv-sorozatban (Ship to Shore). Sokszor szerepelt színházban is.
2006 óta szerepelt a McLeod lányai című sorozatban.

## Díjai
2003. PAC Stanislavski Award for Consistent Excellence

## Filmjei
| év         | film                   | szerepe                   |
| ---------- | ---------------------- | ------------------------- |
| 1996       | Bush Patrol            | Eloise                    |
| 1997       | The Gift               | Sharon                    |
| 1998       | Fast Tracks            | Alana Burroughs           |
| 2004       | Parallax               | Katherine Raddic          |
| 2005       | The Umbrella Condition | Holly                     |
| 2005, 2006 | All Saints             | Nicole Higgins            |
| 2006-2008  | McLeod lányai          | Tayler Geddes             |
| 2007       | West                   | Cheryl                    |
| 2016–2017  | Outsiders              | G'Winveer "G'Win" Farrell |